# Szent Miklós-templom (Lesnyek)
A lesnyeki Szent Miklós-templom műemlékké nyilvánított épület Romániában, Hunyad megyében. A romániai műemlékek jegyzékében a  HD-II-m-A-03359 sorszámon szerepel.